# Ludwig Ernesti
Heinrich Friedrich Theodor Ludwig Ernesti (* 27. Mai 1814 in Braunschweig; † 17. August 1880 in Wolfenbüttel) war ein deutscher lutherischer Theologe. Er bestimmte über rund 30 Jahre die braunschweigische Landeskirche entscheidend mit, der er mit seinem 1858 erschienenen Kleinen Katechismus einen über Jahrzehnte gültigen Landeskatechismus hinterließ.

## Leben und Werk
Der Sohn eines Braunschweiger Gastwirts besuchte das Gymnasium und das Collegium Carolinum in seiner Heimatstadt. Von 1832 bis 1835 studierte er Philologie und Evangelische Theologie in Göttingen. Prägend wurde sein akademischer Lehrer Friedrich Lücke, ein Vertreter der von Friedrich Schleiermacher beeinflussten Vermittlungstheologie. Im Frühjahr 1838 wurde Ernesti Hilfspastor an der St. Andreas-Kirche in Braunschweig. Am 1. Januar 1843 ging er als Zweiter Pastor an die Hauptkirche in Wolfenbüttel, wo er im selben Jahr auch zum Stadtsuperintendenten ernannt wurde. Seit 1844 engagierte er sich im Gustav-Adolf-Verein und wurde 1845 Vorsitzender des Wolfenbütteler Kreisvereins. Ernesti wurde 1850 Erster Prediger der Hauptkirche in Wolfenbüttel und Konsistorialrat. Er war Abgeordneter der Braunschweigischen Landesversammlung und Mitglied der Ministerialkommission für die Sektion der geistlichen und Schulangelegenheiten. Seit 1852 war er Vertreter der braunschweigischen Landeskirche auf der Eisenacher Kirchenkonferenz, welcher er seit 1874 wiederholt als Präsident vorstand. Im Jahre 1859 übernahm er das Amt eines Generalsuperintendenten der Generalinspektion Wolfenbüttel, welches er 1879 niederlegte. An der Einführung der Synodalverfassung im Jahre 1869 hatte er wesentlichen Anteil. 1877 wurde er zum Vizepräsidenten des Konsistoriums ernannt.

### Der Kleine Katechismus von 1858
Ernesti erarbeitete einen Landeskatechismus, der erstmals 1858 erschien und mittels landesherrlicher Verordnung vom 28. Dezember 1858 in sämtlichen evangelisch-lutherischen Kirchen, Schullehrerseminaren und Gemeindeschulen des Herzogtums Braunschweig verbindlich eingeführt wurde. Damit wurde die seit 1839 geltende Ziegenbein-Banksche Kleine Bibel abgelöst. Ernestis Katechismus enthielt 590 Fragen und Antworten sowie ein Vielfaches zugehöriger Bibelzitate, darunter 182 Fragen zu den Zehn Geboten, 203 Fragen zum Glaubensbekenntnis, 74 Fragen zum Vaterunser und 83 Fragen zu Taufe und Abendmahl. Der Katechismus erfuhr mehr als 80 Auflagen und wurde auszugsweise bis 1930 genutzt.

### Ehrungen
Im Jahre 1852 wurde ihm die Würde eines Abtes des Klosters Mariental verliehen. Die Universität Marburg zeichnete ihn 1856 mit der theologischen Ehrendoktorwürde aus. Herzog Wilhelm von Braunschweig verlieh ihm 1876 das Kommandeurkreuz II. Klasse des Ordens Heinrichs des Löwen.

### Familie
Ernesti war zwei Mal verheiratet, zuerst mit Philippine Luise Marie, geborene Röer († 1869),  danach mit Hermine Henriette Auguste, geborene Händler, mit welcher er am 19. April 1870 in Halle an der Weser getraut wurde. Aus erster Ehe überlebten ihn vier Söhne, aus zweiter eine Tochter. Sein Enkel Hans Ernesti (1884–1953) war ebenfalls lutherischer Theologe.

## Schriften (Auswahl)
- Der kleine Katechismus Dr. Martin Luthers in Fragen und Antworten. Braunschweig 1858.
- Vom Ursprunge der Sünde nach paulinischem Lehrgehalte. 2 Bände, Wolfenbüttel 1855–1862.
- Die Ethik des Apostels Paulus in ihren Grundzügen dargestellt. Braunschweig 1868.